# CRESSPOM
El Clube Recreativo e Esportivo de Sub-Tenentes e Sargentos da Polícia Militar do Distrito Federal, abreviado CRESSPOM, es una asociación deportiva brasileña con sede en Brasilia, Distrito Federal.
La asociación es reconocida por su equipo de fútbol femenino, fundado en 1999 que compite en el Campeonato Brasiliense Femenino y a disputado en múltiples ocasiones la Copa de Brasil de Fútbol Femenino, siendo su mejor actuación las semifinales de 2016. El club ganó el ascenso al Campeonato Brasileño de Fútbol Femenino, primera división del país, en la temporada 2021.

## Palmarés
| Competición nacional         | Títulos                                            | Subcampeonatos          |
| ---------------------------- | -------------------------------------------------- | ----------------------- |
| Campeonato Brasiliense (7/4) | 2007, 2008, 2009, 2011, 2012, 2014, 2015 (récord). | 2010, 2013, 2016, 2018. |